# Elmārs Rubīns
Pour les articles homonymes, voir Rubins.
Elmārs Rubīns, né le 12 décembre 1944 à Daugavpils et mort le 10 septembre 2007, est un rameur letton, concourant pour l'Union soviétique.
Mesurant 1,93 m pour 87 kg, il a appartenu aux clubs nautiques de la Dinamo, de Daugava et du CSKA. Après une médaille d'argent aux Championnats d'Europe de 1965, il remporte également la médaille d'argent du huit soviétique aux Championnats du monde de 1966 à Bled. Il participe aux Jeux olympiques de 1968 à Mexico en quatre sans barreur, où il termine 11e de la finale à Xochimilco. Il est triple champion soviétique en 1965 et en 1966 (huit) puis en quatre sans barreur (1968). Il remporte les Spartakiades en quatre sans barreur en 1967.